# Život posle smrti (TV serija)
After Lajf je Britanska veb televizijska serija crnog humora, čiji je tvorac, izvršni producent, režiser i glavni glumac Riki Džervejs. Premijerno je prikazana 8. marta 2019. na Netfliksu. 3. aprila 2019. Netfliks je obnovio serijal za 2. sezonu.

## Radnja
After Lajf  prati Tonija, čiji se život dramatično preokreće nakon što njegova supruga umire od raka dojke. On ima suicidne misli, ali ipak odlučuje da ne oduzme sebi život kako bi kaznio svet za smrt svoje žene tako što će reći i činiti šta god poželi. Iako on smatra kao da je to njegova moć, njegov plan se kvari kad svi oko njega pokušavaju da mu pomognu da postane bolji čovek.

## Glumci i uloge
- Riki Džervejs kao Toni Džonson, glavni urednik u lokalnim novinama Tembri  Gazet. Nakon smrti svoje žene on postaje depresivan i suicidan.
- Tom Bazden kao Met, Tonijev šurak i šef, vlasnik Tembri Gazeta.
- Toni Vej kao Leni, fotograf za Tembri Gazet.
- Dajen Morgen kao Ket, zaposlena u Tembri Gazetu, zadužena za marketing.
- Mendip Dilion kao Sendi, novozaposleni novinar.
- Ešli Džensen kao Ema, medicinska sestra u domu za stara lica gde boravi Tonijev otac.
- Dejvid Bredli kao Rej Džonson, Tonijev otac, koji je oboleo od demencije i boravi u domu za stara lica.
- Keri Godlimen kao Lisa Džonson, Tonijeva pokojna supruga.
- Pol Kej kao Tonijev psihoterapeut.
- Tim Plester kao Džulian Kejn, narkoman koji je zapošljen da raznosi novine.
- Džo Vilkinson kao poštar Pet.
- Tomi Finegen kao Džordž, Tonijev nećak.
- Tomas Bastbil kao Robi, Džordžov drug iz odeljenja.
- Penelope Vilton kao En, starija žena i udovica, koju Toni upoznaje na groblju.
- Dejvid Erl kao Brajan, silogomanista, koji opsesivno želi da se pojavi u lokalnim novinama.
- Džo Hartli kao Džun, Lenijeva devojka.
- Rosin Konti kao Dafni, iliti  „Roksi‟, seksualni radnik.
- Anti kao Brendi, Tonijev i Lisin pas, Tonijev razlog za život.

## Epizode
| Br. u sezoni | Naziv       | Reditelj      | Scenarista    | Premijerno emitovanje |
| --- | ----------- | ------------- | ------------- | --------------------- |
| 1 | „Epizoda 1” | Riki Džervejs | Riki Džervejs | 8. март 2019.         |
| Toni pokušava da se prilagodi životu nakon smrti svoje supruge. Lokalne novine, Tembri Gazet, gde Toni radi, zapošljuju Sendi. |             |               |               |                       |
| 2 | „Epizoda 2” | Riki Džervejs | Riki Džervejs | 8. март 2019.         |
| Toni razmišlja da li da proba heroin misleći da nema šta da izgubi. Čuva Džordža i počinje polako da se slaže sa Sendi.        |             |               |               |                       |
| 3 | „Epizoda 3” | Riki Džervejs | Riki Džervejs | 8. март 2019.         |
| Toni zapošljava "Roksi" da obavi zadatak. Njegovo raspoloženje se pogoršava posle izlaska u stendap bar.                       |             |               |               |                       |
| 4 | „Epizoda 4” | Riki Džervejs | Riki Džervejs | 8. март 2019.         |
| Met organizuje Toniju sastanak na slepo. Toni se izivinjava za ponašanje što je za njega retkost.                              |             |               |               |                       |
| 5 | „Epizoda 5” | Riki Džervejs | Riki Džervejs | 8. март 2019.         |
| Brajan napokon uspeva da nagovori Tonija da napiše članak o njegovom apartmanu. Toni preti Robiju čekićem.                     |             |               |               |                       |
| 6 | „Epizoda 6” | Riki Džervejs | Riki Džervejs | 8. март 2019.         |
| Toni daje životu drugu priliku i pokušava da bude srećan.                                                                      |             |               |               |                       |

## Produkcija

### Razvoj
9. maja 2018. objavljeno je da je Netfliks naručio serijal od jedne sezona koja se sastoji od 6 epizda. Serijal je napravio i režisirao Riki Džervejs, koje je takođe stavljen na poziciju ekskluzivnog producenta zajedno sa Čarli Henosonom. 14. januara 2019. objavljeno je da će serijal biti premijerno prikazan 8. marta 2019. Kasnije je objaljeno da će Dukan Hejs takođe biti ekskluzivni producent a da će Henson ,zapravo, biti preducent.3. aprila 2019. godine, objavljeno je da će serijal biti obnovljen za 2. sezonu.

### Uloge
Uz objavu serijala, potvrđeno je da će Riki Džervejs takođe glumiti u serijalu. 5. jula 2018. godine, objavljeno je da će se serijalu pridružiti i Penelope Vilton, Dejvid Bredli, Ešli Džensen, Tom Bazden, Toni Vej, Dejvid Erl, Džo Vilkinson, Keri Godlimen, Mendip Dilion, Džo Hartli, Rosin Konti i Dajen Morgen.

### Snimanje
Početna fotografija za serijal je navodno snimljena u julu 2018. godine u Londonu.
Serijal je sniman u Bristolu, Hampstedu, Hamel Hampstedu, Rikmensvortu, Bejkonsfildu, i Čember Sendsu u Istočnom Saseksu.

## Prihvaćenost publike
Prva sezona je dobla različite ocene nakon premijernog prikazivanja. Na Roten tomejtouzu, opšta prihvaćenost je 69% sa prosečnom ocenom 6,29/10 bazirano na 39 ocena. Na Metakritiku, kojik koristi težinski prosek, serijal je osvatio 57 bodova na osnovu 13 ocena.
Meril Bar iz Forbsa za serijal je rekla, „Sveukupno, After Lajf je serijal koji obavezno morate pogledati. To je projekat Riki Gžarvejsa koji su ljudi dugo iščekivali.‟ Džoš Model iz AV Kluba je izjavio da je After Lajf „ izazovan, sarkastična žurka samosažaljevanja koja konstantno uspeva da istakne svoju protagonističku intelektualnu superiornost‟ i da „ka označajna meditacija na žaljenje, je mrtva na dolasku.‟

## Refernce
1. 1 2  Goldberg, Linda S.; Meehl, April (2019). „Complexity in Large U.S. Banks”. SSRN Electronic Journal. ISSN 1556-5068. doi:10.2139/ssrn.3342464.
2. 1 2 3  Petski, Denise; Petski, Denise (2018-05-09). „Ricky Gervais Comedy ‘After Life’ Gets Series Order At Netflix”. Deadline (на језику: енглески). Приступљено 2019-05-05.
3. ↑  „Ricky Gervais to Create, Star in Netflix Scripted Comedy Series 'After Life'”. The Hollywood Reporter (на језику: енглески). Приступљено 2019-05-05.
4. ↑  Ausiello, Michael; Ausiello, Michael (2018-05-09). „Ricky Gervais Comedy After Life Snags 6-Episode Series Order at Netflix”. TVLine (на језику: енглески). Архивирано из оригинала 27. 04. 2019. г. Приступљено 2019-05-05.
5. ↑  „Netflix Orders Ricky Gervais Sitcom 'After Life'”. TheWrap (на језику: енглески). 2018-05-09. Приступљено 2019-05-05.
6. ↑  Petski, Denise; Petski, Denise (2019-01-14). „Ricky Gervais’ Netflix Series ‘After Life’ Sets March Premiere Date”. Deadline (на језику: енглески). Приступљено 2019-05-05.
7. ↑  Gervais, Ricky (2019-03-20). „Once again, I have to thank you from the bottom of my heart for all your amazing tweets about #AfterLife. I've never had a reaction like it. I have a spring in my step as I skip towards writing series 2.pic.twitter.com/AUxYoZSMWm”. @rickygervais (на језику: енглески). Приступљено 2019-05-05.
8. 1 2  Wiseman, Andreas; Wiseman, Andreas (2018-07-05). „‘Downton Abbey’ & ‘Game Of Thrones’ Stars Join Ricky Gervais In His New Netflix Comedy ‘After Life’, Shoot Under Way”. Deadline (на језику: енглески). Приступљено 2019-05-05.
9. ↑  „Where is After Life filmed? Tambury Filming Location of Ricky Gervais Netflix series”. Atlas of Wonders. Приступљено 2019-05-05.
10. ↑  After Life (на језику: енглески), Приступљено 2019-05-05
11. ↑  „After Life - Metacritic”. www.metacritic.com. Приступљено 2019-05-05.
12. ↑  Barr, Merrill. „'After Life' Review: A Show About Depression That Is Surprisingly Entertaining”. Forbes (на језику: енглески). Приступљено 2019-05-05.
13. ↑  Modell, Josh. „Ricky Gervais’ dour new Netflix series belongs on the Hallmark Channel”. TV Club (на језику: енглески). Архивирано из оригинала 27. 03. 2019. г. Приступљено 2019-05-05.